# PLIB
PLIBとは、インタラクティブな3Dアプリケーションの開発を補助するために設計されたC++言語用ライブラリである。1997年に、スティーブ・ベイカーによってオープンソースソフトウェアとして開発が始まった。
OpenGLベースの簡易GUIおよびシーングラフ、最小のウインドウライブラリ、ジョイスティック、ゲーム指向のサウンドライブラリ、Cライクなゲームスクリプト、ネットワーク、3D数学ライブラリ、ポータブルなユーティリティなどの機能がある。
2006年の1.8.5-rc1を最後に、開発は停止している。